# Randa (Valais)
Randa és un municipi del cantó suís del Valais, situat al districte de Visp.